# Jazzfestival Saalfelden
Das Jazzfestival Saalfelden ist ein Musikfestival mit Schwerpunkt auf Jazz, das jährlich im August in Saalfelden am Steinernen Meer stattfindet und seit 1978 besteht. Seit 2016 gibt es als Ableger auch das kleinere Festival Drei Tage Jazz, das im Jänner stattfindet.

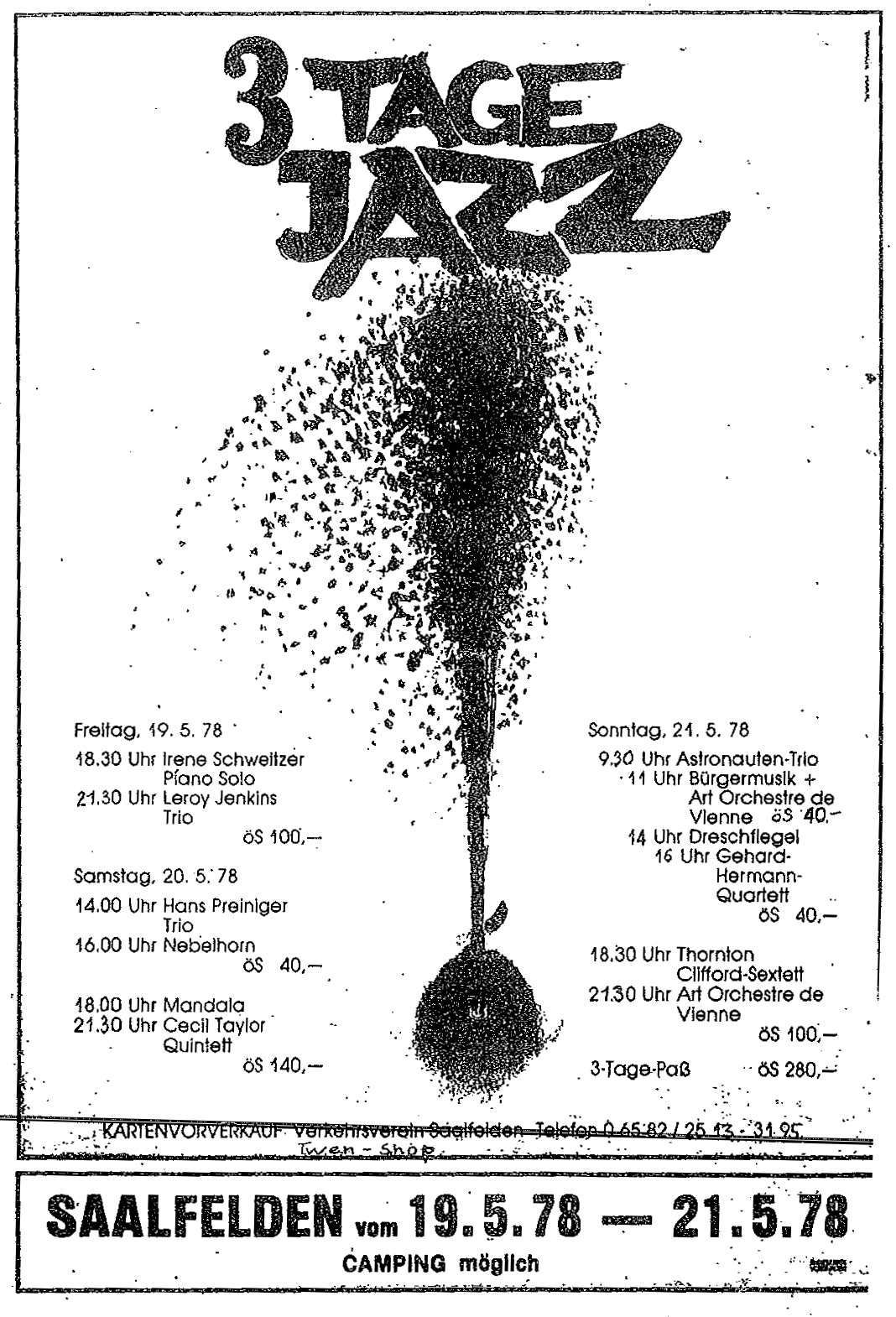
Programm des ersten Festivaljahrgangs (1978)

## Geschichte
Gegründet als Drei Tage Jazz fand das Festival erstmals im Mai 1978 in Saalfelden statt. Damals spielten unter anderem Irene Schweizer, Leroy Jenkins, Cecil Taylor, Clifford Thornton und das Vienna Art Orchestra. Zunächst wurden die Konzerte auf einer Wiese beim damaligen Gasthof Ranch veranstaltet.
Ab 1979 veränderte sich die Veranstaltung zu einem umfangreichen Festival, das in einer Zeltstadt einen besonderen Schwerpunkt auf innovative Projekte legte. An drei Konzerttagen im Hauptzelt bot das Festival meist in sechzehn Konzerten einen Überblick über aktuelle Strömungen. Hinzu kam die Nebenreihe Short Cuts, die ab 2002 im Kunsthaus NEXUS beheimatet war: Neben zeitgenössischem Jazz waren nun auch neue Improvisationsmusik, zeitgenössische komponierte Musik und elektronische Musik regelmäßig vertreten.
Mehrmals stand das Festival wegen wirtschaftlicher Schwierigkeiten kurz vor dem Aus: 1989 musste das Festival ebenso wie 2005 aus finanziellen Gründen ausfallen. Seitdem führt der Verein Zentrum für Zeitgenössische Musik mit dem Tourismusverband Saalfelden (als wirtschaftlichem Leiter) das Festival mit Hilfe deutlich erhöhter Subventionsgelder von Land und Bund durch: Das Rahmenprogramm wurde ausgebaut und die Konsolidierung gelang. Zur Jubiläums-Ausgabe 2019 kamen an fünf Spieltagen insgesamt 25.000 Besucher, um das umfangreiche Konzertangebot zu verfolgen; es gab 80 Konzerte auf unterschiedlichen Bühnen, rund 60 davon bei freiem Eintritt.
In den letzten Jahren erhielten österreichische Musiker immer im Eröffnungskonzert die Gelegenheit, wegweisend neue Programme erstmals in Saalfelden zu präsentieren, beispielsweise 2016 Lukas Kranzelbinder mit seinem Projekt Shake Stew. Das Festival ist eines der wichtigsten Jazzfestivals in Österreich; es gilt seit mehr als 30 Jahren als „das kulturelle Aushängeschild der Region Salzburg – und hat den Boden für Kunst und Kultur der unterschiedlichsten Richtungen geebnet.“

## Spielstätten
Mit dem Neustart 2006 zog das Festival aus der vormaligen Zeltstadt im Ortsteil Ramseiden in das Zentrum Saalfeldens: Konzerte finden statt im Congress Saalfelden (Hauptbühne; mit Live-Übertragungen der Haupt-Acts im Zelt vor dem Congress), dem Kunsthaus NEXUS (Short Cuts), am Rathausplatz, neben dem Schloss Ritzen, im Bezirksgericht, einer Buchbinderei und dem städtischen Park (kostenlose Jazzkonzerte); weitere kostenlose Konzerte finden auf Almen, Bergbauernhöfen und Berggasthöfen statt.

## Diskographische Hinweise

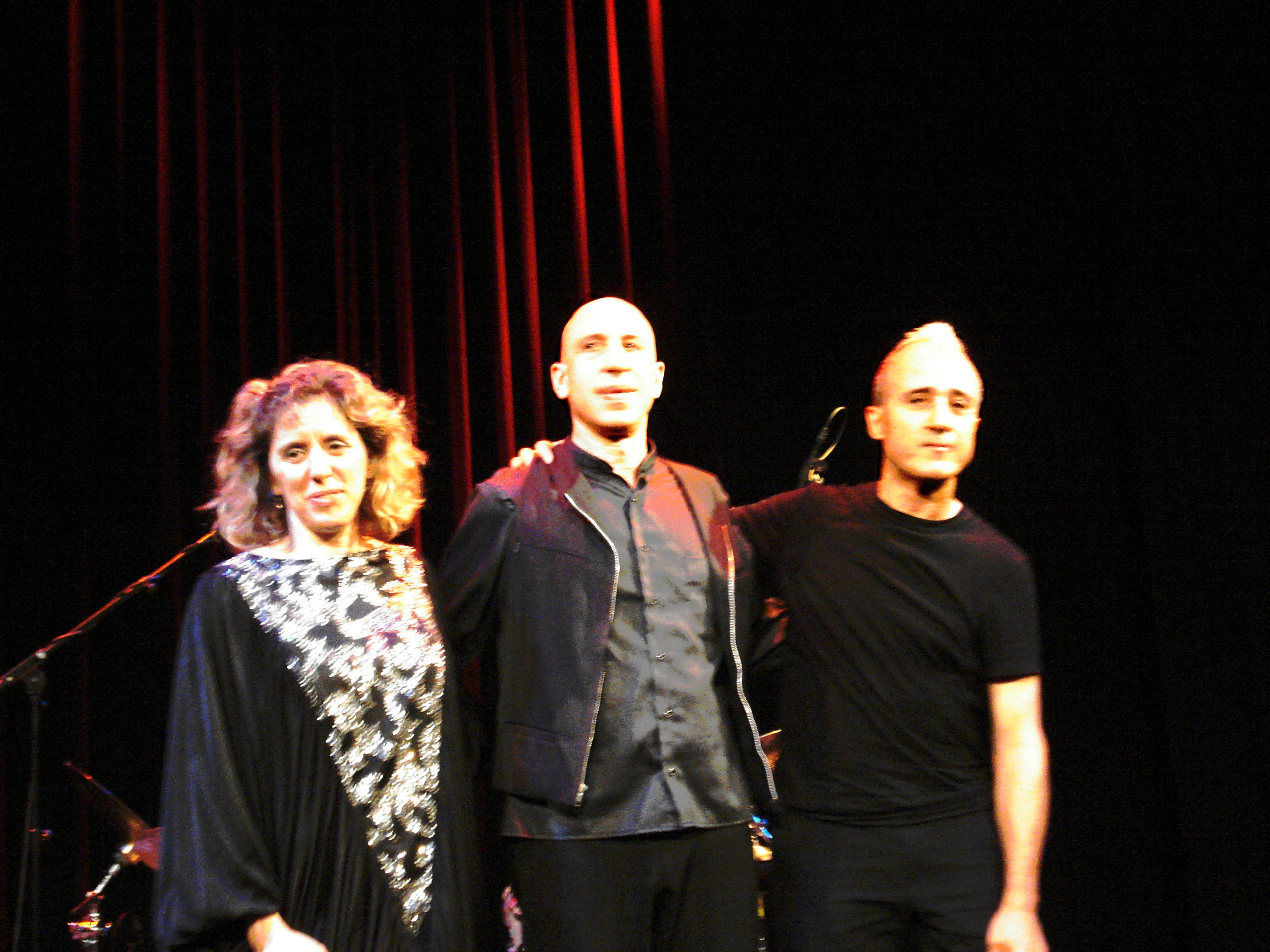
Elliott Sharp´s Carbon (Elliott Sharp, Zeena Parkins, Bobby Previte) auf dem Internationalen Jazzfestival Saalfelden 2009

- Trevor Watts Moire Music Sextet: Saalfelden Encore (Cadillac Records 1987)
- Nublu Orchestra Conducted by Butch Morris: Live at Jazz Festival Saalfelden (2010)
- Eivind Aarset & The Sonic Codex Orchestra: Live Extracts (2010)
- Lorenz Raab: Expanded (Unit 2012, mit Eirik Hegdal, Michel Godard, Lucas Niggli)
- David S. Ware: Live at Jazzfestival Saalfelden 2011: Planetary Unknown (AUM Fidelity, 2012)
- Ingebrigt Håker Flaten Chicago Sextet: Live at Jazzfest Saalfelden (2012)
- Old and New Dreams: Live in Saalfelden, 1986 (Condition West Recordings 2017)
- Elliott Sharp, Zeena Parkins, Bobby Previte: Transmigration at the Solar Max (Intakt, 2018)
- Shake Stew: The Golden Fang (Traumton 2018)
- Kuhn Fu: Jazz Is Expensive / Live in Saalfelden (Berthold Records 2022)
- A Pride of Lions: No Questions – No Answers (RogueArt 2023, mit Joe McPhee, Daunik Lazro, Guillaume Séguron, Chad Taylor)